# Lesbian Visibility Day
Der Lesbian Visibility Day (engl. Visibility, dt. Sichtbarkeit) ist ein jährlicher Gedenktag am 26. April. Am Anfang wurde der Tag in den 1990er Jahren in Kalifornien begangen, breitete sich von dort in den Folgejahren  in den USA sowie in Australien und im Vereinigten Königreich aus. Der Tag soll zur Gleichstellung aller Geschlechter aufrufen und insbesondere auf Vorurteile, Stigmatisierung und Marginalisierung, die lesbische Frauen im Alltag erfahren, aufmerksam machen.